# Államok vezetőinek listája 1956-ban
Ezen az oldalon az 1956-ban fennálló államok vezetőinek névsora olvasható földrészek, majd országok szerinti bontásban.

## Európa
- Albánia (népköztársaság)
  - A kommunista párt főtitkára – Enver Hoxha (1944–1985)
  - Államfő – Haxhi Lleshi (1953–1982), lista
  - Kormányfő – Mehmet Shehu (1954–1981), lista
- Andorra (parlamentáris társhercegség)
  - Társhercegek
    - Francia társherceg – René Coty (1954–1959), lista
    - Episzkopális társherceg – Ramon Iglesias i Navarri (1943–1969), lista
- Ausztria (szövetségi köztársaság)
  - Államfő – Theodor Körner (1951–1957), lista
  - Kancellár – Julius Raab (1953–1961), szövetségi kancellár lista
- Belgium (parlamentáris monarchia)
  - Uralkodó – I. Baldvin király (1951–1993)
  - Kormányfő – Achille Van Acker (1954–1958), lista
- Bulgária (népköztársaság)
  - A kommunista párt vezetője – Todor Zsivkov (1954–1989), a Bolgár Kommunista Párt főtitkára
  - Államfő – Georgi Damianov (1950–1958), lista
  - Kormányfő – 
    1. Vulko Cservenkov (1950–1956)
    2. Anton Jugov (1956–1962), lista
- Csehszlovákia (népköztársaság)
  - A kommunista párt vezetője – Antonín Novotný (1953–1968), a Csehszlovák Kommunista Párt főtitkára
  - Államfő – Antonín Zápotocký (1953–1957), lista
  - Kormányfő – Viliam Široký (1953–1963), lista
- Dánia (parlamentáris monarchia)
  - Uralkodó – IX. Frigyes király (1947–1972)
  - Kormányfő – H. C. Hansen (1955–1960), lista
  -  Feröer
    - Kormányfő – Kristian Djurhuus (1950–1959), lista
- Egyesült Királyság (parlamentáris monarchia)
  - Uralkodó – II. Erzsébet Nagy-Britannia királynője (1952–2022)
  - Kormányfő – Sir Anthony Eden (1955–1957), lista
- Finnország (köztársaság)
  - Államfő – 
    1. Juho Kusti Paasikivi (1946–1956)
    2. Urho Kekkonen (1956–1981), lista

  - Kormányfő – 
    1. Urho Kekkonen (1954–1956)
    2. Karl-August Fagerholm (1956–1957), lista

  -  Åland – 
    - Kormányfő – Hugo Johansson (1955–1967)
- Franciaország (köztársaság)
  - Államfő – René Coty (1954–1959), lista
  - Kormányfő – 
    1. Edgar Faure (1955–1956)
    2. Guy Mollet (1956–1957), lista
- Görögország (monarchia)
  - Uralkodó – Pál király (1947–1964)
  - Kormányfő – Konsztantinosz Karamanlisz (1955–1958), lista
- Hollandia (parlamentáris monarchia)
  - Uralkodó – Julianna királynő (1948–1980)
  - Miniszterelnök – Willem Drees (1948–1958), lista
- Izland (köztársaság)
  - Államfő – Ásgeir Ásgeirsson (1952–1968), lista
  - Kormányfő – 
    1. Ólafur Thors (1953–1956)
    2. Hermann Jónasson (1956–1958), lista
- Írország (köztársaság)
  - Államfő – Seán T. O'Kelly (1945–1959), lista
  - Kormányfő – John A. Costello (1954–1957), lista
- Jugoszlávia (népköztársaság)
  - A kommunista párt vezetője – Josip Broz Tito (1936–1980), a Jugoszláv Kommunista Liga Elnökségének elnöke
  - Államfő – Josip Broz Tito (1953–1980), Jugoszlávia Elnöksége elnöke, lista
  - Kormányfő – Josip Broz Tito (1943–1963), lista
- Lengyelország (népköztársaság)
  - A kommunista párt vezetője – 
    1. Bolesław Bierut (1948–1956)
    2. Edward Ochab (1956)
    3. Władysław Gomułka (1956–1970), a Lengyel Egyesült Munkáspárt KB első titkára

  - Államfő – Aleksander Zawadzki (1952–1964), lista
  - Kormányfő – Józef Cyrankiewicz (1954–1970), lista
- Liechtenstein
  - Uralkodó – II. Ferenc József herceg (1938–1989)
  - Kormányfő – Alexander Frick (1945–1962), lista
- Luxemburg (parlamentáris monarchia)
  - Uralkodó – Sarolta nagyherceg (1919–1964)[1]
  - Kormányfő – Joseph Bech (1953–1958), lista
- Magyarország (népköztársaság)
  - A kommunista párt vezetője – 
    1. Rákosi Mátyás, (1945–1956)
    2. Gerő Ernő (1956)
    3. Kádár János (1956–1988), a Magyar Szocialista Munkáspárt első titkára

  - Államfő – Dobi István (1952–1967), az Elnöki Tanács elnöke, lista
  - Kormányfő – 
    1. Hegedűs András (1955–1956)
    2. Nagy Imre (1956)
    3. Kádár János (1956–1958), a Forradalmi Munkás-Paraszt Kormány vezetője, lista
- Monaco
  - Uralkodó – III. Rainier herceg (1949–2005)
  - Államminiszter – Henry Soum (1953–1959), lista
- NDK (Német Demokratikus Köztársaság) (népköztársaság)
  - A kommunista párt vezetője – Walter Ulbricht (1950–1971), a Német Szocialista Egységpárt főtitkára
  - Államfő – Wilhelm Pieck (1949–1960), az NDK Államtanácsának elnöke
  - Kormányfő – Otto Grotewohl (1949–1964), az NDK Minisztertanácsának elnöke
- NSZK (Német Szövetségi Köztársaság) (szövetségi köztársaság)
  - Államfő – Theodor Heuss (1949–1959), lista
  - Kancellár – Konrad Adenauer (1949–1963), lista
- Norvégia (parlamentáris monarchia)
  - Uralkodó – VII. Haakon király (1905–1957)
  - Kormányfő – Einar Gerhardsen (1955–1963), lista
- Olaszország (köztársaság)
  - Államfő – Giovanni Gronchi (1955–1962), lista
  - Kormányfő – Antonio Segni (1955–1957), lista
- Portugália (köztársaság)
  - Államfő – Francisco Craveiro Lopes (1951–1958), lista
  - Kormányfő – António de Oliveira Salazar (1933–1968), lista
- Románia (népköztársaság)
  - A kommunista párt vezetője – Gheorghe Gheorghiu-Dej (1955–1965), a Román Kommunista Párt főtitkára
  - Államfő – Petru Groza (1952–1958), lista
  - Kormányfő – Chivu Stoica (1955–1961), lista
- San Marino (köztársaság)
  - San Marino régenskapitányai:
    1. Primo Bugli és Giuseppe Maiani (1955–1956)
    2. Mario Nanni és Enrico Andreoli (1956)
    3. Mariano Ceccoli és Eugenio Bernardini (1956–1957), régenskapitányok
- Spanyolország (totalitárius állam)
  - Államfő – Francisco Franco (1936–1975)
  - Kormányfő – Francisco Franco (1938–1973), lista
- Svájc (konföderáció)
  - Szövetségi Tanács:[2]
Philipp Etter (1934–1959), Max Petitpierre (1944–1961), Markus Feldmann (1951–1958), elnök, Hans Streuli (1953–1959), Paul Chaudet (1954–1966), Giuseppe Lepori (1954–1959), Thomas Holenstein (1955–1959)
- Svédország (parlamentáris monarchia)
  - Uralkodó – VI. Gusztáv Adolf király (1950–1973)
  - Kormányfő – Tage Erlander (1946–1969), lista
- Szovjetunió (szövetségi népköztársaság)
  - A kommunista párt vezetője – Nyikita Hruscsov (1953–1964), a Szovjetunió Kommunista Pártjának főtitkára
  - Államfő – Kliment Vorosilov (1953–1960), lista
  - Kormányfő – Nyikolaj Bulganyin (1955–1958), lista
- Vatikán (abszolút monarchia)
  - Uralkodó – XII. Piusz pápa (1939–1958)
  - Államtitkár – Nicola Canali bíboros (1939–1961), lista
  - Apostoli Szentszék – Domenico Tardini bíboros (1952–1961), lista

## Afrika
- Dél-afrikai Unió (monarchia)
  - Uralkodó – II. Erzsébet Dél-Afrika királynője (1952–1961)
  - Főkormányzó – Ernest George Jansen (1951–1959), lista
  - Kormányfő – Johannes Gerhardus Strijdom (1954–1958), lista
- Egyiptom (köztársaság)
  - Államfő - Gamal Abden-Nasszer (1954–1970),[3] lista
  - Kormányfő - Gamal Abden-Nasszer (1954–1962),[4] lista
- Etiópia (monarchia)
  - Uralkodó – Hailé Szelasszié császár (1930–1974)[5]
  - Miniszterelnök – Makonnen Endelkacsu (1942–1957), lista
- Libéria (köztársaság)
  - Államfő – William Tubman (1944–1971), lista
- Líbia (monarchia)
  - Uralkodó – I. Idrisz király (1951–1969)
  - Kormányfő – Musztafa Ben Halim (1954–1957), lista
- Marokkó (alkotmányos monarchia)
- Marokkó francia protektorátus 1956. március 2-án nyerte el függetlenségét, Spanyol Marokkó 1956. április 7-én csatlakozott hozzá.
  - Francia főrezidens – André Dubois (1955–1956)
  - Spanyol főbiztos – Rafael García Valiño (1951–1956)
  - Uralkodó – V. Mohammed szultán (1955–1961)
  - Kormányfő – Mbarek Bekkai (1955–1958), lista
- Szudán (köztársaság)
- Angol–Egyiptomi Szudán 1956. január 1-jén nyerte el függetlenségét.
  - Államfő – Függetlenségi Tanács, (1956–1958), lista
  - Kormányfő[6] – 
    1. Iszmail al-Azsari (1954–1956)
    2. Abdallah Khalil (1956–1958), lista
- Tunézia (monarchia)
- Tunézia francia protektorátus 1956. március 20-án nyerte el függetlenségét.
  - Uralkodó – Mohamed király (1943–1957)
  - Kormányfő – 
    1. Tahar Ben Ammar (1954–1956)
    2. Habib Burgiba (1956–1957), lista

## Dél-Amerika
- Argentína (köztársaság)
  - Államfő – Pedro Eugenio Aramburu (1955–1958), lista
- Bolívia (köztársaság)
  - Államfő – 
    1. Víctor Paz Estenssoro (1952–1956)
    2. Hernán Siles Zuazo (1956–1960), lista
- Brazília (köztársaság)
  - Államfő – 
    1. Nereu Ramos (1955–1956), ügyvivő
    2. Juscelino Kubitschek (1956–1961), lista
- Chile (köztársaság)
  - Államfő – Carlos Ibáñez del Campo (1952–1958), lista
- Ecuador (köztársaság)
  - Államfő – 
    1. José María Velasco Ibarra (1952–1956)
    2. Camilo Ponce Enríquez (1956–1960), lista
- Kolumbia (köztársaság)
  - Államfő – Gustavo Rojas Pinilla (1953–1957), lista
- Paraguay (köztársaság)
  - Államfő – Alfredo Stroessner (1954–1989), lista
- Peru (köztársaság)
  - Államfő – 
    1. Manuel A. Odría (1950–1956)
    2. Manuel Prado Ugarteche (1956–1962), lista

  - Kormányfő – 
    1. Roque Augusto Saldías Maninat (1954–1956)
    2. Manuel Cisneros Sánchez (1956–1958), lista
- Uruguay (köztársaság)
  - Államfő – 
    1. Luis Batlle Berres (1955–1956)
    2. Alberto Fermín Zubiría (1956–1957), lista
- Venezuela (köztársaság)
  - Államfő – Marcos Pérez Jiménez (1952–1958), lista

## Észak- és Közép-Amerika
- Amerikai Egyesült Államok (köztársaság)
  - Államfő – Dwight D. Eisenhower (1953–1961), lista
- Costa Rica (köztársaság)
  - Államfő – José Figueres Ferrer (1953–1958), lista
- Dominikai Köztársaság (köztársaság)
  - De facto országvezető – Rafael Trujillo Molina (1930–1961)
  - Államfő – Héctor Trujillo (1952–1960), lista
- Salvador (köztársaság)
  - Államfő – 
    1. Óscar Osorio (1950–1956)
    2. José María Lemus (1956–1960), lista
- Guatemala (köztársaság)
  - Államfő – Carlos Castillo Armas (1954–1957), lista
- Haiti (köztársaság)
  - Államfő –
    1. Paul Magloire (1950–1956)
    2. Joseph Nemours Pierre-Louis (1956–1957), ideiglenes, lista
- Honduras (köztársaság)
  - Államfő – 
    1. Julio Lozano Díaz (1954–1956)
    2. Katonai Kormányzat Tanácsa (1956–1957), lista
- Kanada (parlamentáris monarchia)
  - Uralkodó – II. Erzsébet királynő, Kanada királynője, (1952–2022)
  - Főkormányzó – Vincent Massey (1952–1959), lista
  - Kormányfő – Louis St. Laurent (1948–1957), lista
- Kuba (népköztársaság)
  - Államfő – Fulgencio Batista (1952–1959), lista
  - Miniszterelnök – Jorge García Montes (1955–1957), lista
- Mexikó (köztársaság)
  - Államfő – Adolfo Ruiz Cortines (1952–1958), lista
- Nicaragua (köztársaság)
  - Államfő – 
    1. Anastasio Somoza García (1950–1956)
    2. Luis Somoza Debayle (1956–1963), lista
- Panama (köztársaság)
  - Államfő – 
    1. Ricardo Arias (1955–1956)
    2. Ernesto de la Guardia (1956–1960), lista

## Ázsia
- Afganisztán (köztársaság)
  - Uralkodó – Mohamed Zahir király (1933–1973)
  - Kormányfő – Mohammed Daúd Khan (1953–1963), lista
- Bhután (abszolút monarchia)
  - Uralkodó – Dzsigme Dordzsi Vangcsuk király (1952–1972)
  - Kormányfő – Dzsigme Palden Dordzsi (1952–1964), lista
- Burma (köztársaság)
  - Államfő – 
    1. Ba U (1952–1957)
    2. Vin Maung (1957–1962), lista

  - Kormányfő – 
    1. U Nu (1948–1956)
    2. Ba Szve (1956–1957), lista
- Ceylon (alkotmányos monarchia)
  - Uralkodó – II. Erzsébet, Ceylon királynője (1952–1972)
  - Főkormányzó – Sir Oliver Ernest Goonetilleke (1954–1962), lista
  - Kormányfő – 
    1. Sir John Kotelawala (1953–1956)
    2. Szolomon Bandáranájaka (1956–1959), lista
- Fülöp-szigetek (köztársaság)
  - Államfő – Ramon Magsaysay (1953–1957), lista
- India (köztársaság)
  - Államfő – Radzsendra Praszad (1950–1962), lista
  - Kormányfő – Dzsaváharlál Nehru (1947–1964), lista
- Indonézia (köztársaság)
  - Államfő – Sukarno (1945–1967), lista
  - Kormányfő – 
    1. Burhanuddin Harahap (1955–1956)
    2. Ali Sastroamidjojo (1956–1957), lista

  -  Indonézia Iszlám Állam (el nem ismert szakadár állam)
    - Vezető – Sekarmadji Maridjan Kartosuwirjo (1949–1962), imám
- Irak (monarchia)
  - Uralkodó – II. Fejszál iraki király (1939–1958)
  - Kormányfő – Nuri asz-Szaid (1954–1957), lista
- Irán (monarchia)
  - Uralkodó – Mohammad Reza Pahlavi sah (1941–1979)
  - Kormányfő – Hoszejn Alá (1955–1957), lista
- Izrael (köztársaság)
  - Államfő – Jichák Ben Cví (1952–1963), lista
  - Kormányfő – Dávid Ben-Gúrión (1955–1963), lista
- Japán (parlamentáris monarchia)
  - Uralkodó – Hirohito császár (1926–1989)
  - Kormányfő – 
    1. Icsiró Hatojama (1954–1956)
    2. Tandzan Isibasi (1956–1957), lista
- Jemen (monarchia)
  - Uralkodó – Ahmed bin Jahia király (1955–1962)
- Jordánia (alkotmányos monarchia)
  - Uralkodó – Huszejn király (1952–1999)
  - Kormányfő – 
    1. Ibrahim Hasem (1955–1956)
    2. Szamir al-Rifai (1956)
    3. Szaíd al-Mufti (1956)
    4. Ibrahim Hasem (1956)
    5. Szulajman al-Nabulszi (1956–1957), lista
- Kambodzsa (monarchia)
  - Uralkodó – Norodom Szuramarit herceg (1955–1960), lista
  - Kormányfő – 
    1. Norodom Szihanuk (1955–1956)
    2. Um Csheang Szun (1956)
    3. Norodom Szihanuk (1956)
    4. Khim Tit (1956)
    5. Norodom Szihanuk (1956)
    6. Szam Jun (1956–1957), lista
- Kína (népköztársaság)
  - A kommunista párt főtitkára – Mao Ce-tung (1935–1976), főtitkár
  - Államfő – Mao Ce-tung (1949–1959), lista
  - Kormányfő – Csou En-laj (1949–1976), lista
- Dél-Korea (köztársaság)
  - Államfő – Li Szin Man (1948–1960), lista
- Észak-Korea (népköztársaság)
  - A kommunista párt főtitkára – Kim Ir Szen (1948–1994), főtitkár, országvezető
  - Államfő – Kim Dubong (1947–1957),[7] Észak-Korea elnöke
  - Kormányfő – Kim Ir Szen (1948–1972), lista
- Laosz (monarchia)
  - Uralkodó – Sziszavangvong király (1946–1959)[8]
  - Kormányfő – 
    1. Kataj Don Szaszorith (1954–1956)
    2. Szuvanna Phuma herceg (1956–1958), lista
- Libanon (köztársaság)
  - Államfő – Camille Chamoun (1952–1958), lista
  - Kormányfő – 
    1. Rasid Karami (1955–1956)
    2. Abdallah El-Dzsafi (1956)
    3. Szami asz-Szolh (1956–1958), lista
- Maszkat és Omán (abszolút monarchia)
  - Uralkodó – III. Szaid szultán (1932–1970)
- Mongólia (népköztársaság)
  - A kommunista párt vezetője – Dasiin Damba (1954–1958), Mongol Forradalmi Néppárt Központi Bizottságának főtitkára
  - Államfő – Dzsamcarangín Szambú (1954–1972), Mongólia Nagy Népi Hurálja Elnöksége elnöke, lista
  - Kormányfő – Jumdzságin Cedenbál (1952–1974), lista
- Nepál (alkotmányos monarchia)
  - Uralkodó – Mahendra király (1955–1972)
  - Kormányfő – 
    1. Mahendra (1955–1956)
    2. Tanka Praszad Acsarja (1956–1957), lista
- Pakisztán (köztársaság)
- Pakisztán domínium államformája 1956. március 23-án változott Pakisztáni Iszlám Köztársaságra.
  - Uralkodó – II. Erzsébet Pakisztán királynője (1952–1956)
  - Főkormányzó – Iskander Mirza (1955–1956)
  - Államfő – Iskander Mirza (1956–1958)
  - Kormányfő –
    1. Csaudri Muhammad Ali (1955–1956)
    2. Huszejn Szahíd Szuhravardi (1956–1957), lista
- Szaúd-Arábia (abszolút monarchia)
  - Uralkodó – Szaúd király (1953–1964)
  - Kormányfő – Fejszál koronaherceg (1954–1960)
- Szíria (köztársaság)
  - Államfő – Sukri al-Kuvatli (1955–1958), lista
  - Kormányfő – 
    1. Szaid al-Gazzi (1955–1956)
    2. Szabri al-Asszali (1956–1958), lista
- Tajvan (köztársaság)
  - Államfő – Csang Kaj-sek (1950–1975), lista
  - Kormányfő – Ju Hungcsun (1954–1958), lista
- Thaiföld (parlamentáris monarchia)
  - Uralkodó – Bhumibol Aduljadezs király (1946–2016)
  - Kormányfő – Plaek Phibunszongkhram (1948–1957), lista
- Törökország (köztársaság)
  - Államfő – Celal Bayar (1950–1960), lista
  - Kormányfő – Adnan Menderes (1950–1960), lista
- Dél-Vietnám
  - Államfő – Ngô Đình Diệm (1955–1963), lista
- Észak-Vietnam
  - A kommunista párt főtitkára – 
    1. Trường Chinh (1941–1956)
    2. Ho Si Minh (1956–1960), főtitkár

  - Államfő – Ho Si Minh (1945–1969), lista
  - Kormányfő – Phạm Văn Đồng (1955–1987),[9] lista

## Óceánia
- Ausztrália (parlamentáris monarchia)
  - Uralkodó – II. Erzsébet királynő, Ausztrália királynője, (1952–2022)
  - Főkormányzó – Sir William Slim (1953–1960), lista
  - Kormányfő – Sir Robert Menzies (1949–1966), lista
- Új-Zéland (parlamentáris monarchia)
  - Uralkodó – II. Erzsébet királynő, Új-Zéland királynője (1952–2022)
  - Főkormányzó – Sir Willoughby Norrie (1952–1957), lista
  - Kormányfő – Sidney Holland (1949–1957), lista